# Moto G7
Moto G7 é uma série de smartphones Android desenvolvidos pela Motorola Mobility, uma subsidiária da Lenovo, é a sétima geração da família Moto G e foi lançada pela primeira vez em 7 de fevereiro de 2019. Tal como acontece com as últimas gerações que introduziram as variantes Plus e Play, esta série também tem as variantes Play e Plus e também introduziu a nova variante Power. Existem 4 variantes na sétima série.

## Lançamento
O Moto G7 foi anunciado em 7 de fevereiro de 2019; foi lançado no mesmo dia nos mercados do Brasil e do México. Deveria ser lançado no mercado europeu em 1 de março de 2019, no entanto, a data foi adiada para o dia 15 de março, por razões desconhecidas. Ele deve ser lançado na América do Norte, na Austrália e na Ásia, depois do lançamento na Europa, mas nenhuma data foi anunciada.
O G7 Plus não estará disponível nos Estados Unidos.